# Carl Bosch
Carl Bosch, nemški kemik, * 27. avgust 1874, Nemčija, † 26. april 1940, Nemčija.
Bosch je znan po tem, da je izpopolnil Haberjev proces fiksacije dušika za proizvodnjo amonijaka v industrijske namene. Kasneje je svojo visokotlačno metodo uporabil tudi za proizvodnjo sintetičnega goriva in metanola. Bil je eden od ustanoviteljev in prvi direktor podjetja IG Farben.
Za svoje dosežke na področju visokotlačne kemije je leta 1931 prejel Nobelovo nagrado za kemijo.